# Clathria spiculosa
Clathria spiculosa är en svampdjursart som först beskrevs av Arthur Dendy 1889.  Clathria spiculosa ingår i släktet Clathria och familjen Microcionidae. Inga underarter finns listade i Catalogue of Life.